# Destroy All Humans! Path of the Furon
Destroy All Humans! Path of the Furon es un videojuego de acción y aventura desarrollado por el estudio americano Sandblast Games y distribuido por THQ. El juego está ambientado en los años 70 y es la cuarta entrega de la franquicia original de Destroy All Humans!. Fue lanzado el 1 de diciembre de 2008 en Norteamérica para la Xbox 360. Path of the Furon expande el formato del mundo abierto de los juegos anteriores de Destroy All Humans!, con cinco mundos abiertos en tierra y aire para destruir a los enemigos con armas y poderes alienígenas.
En noviembre de 2008, la versión norteamericana de PlayStation 3 fue cancelada por «problemas de desarrollo». Sin embargo, la versión de PlayStation 3 fue lanzada en Australia el 12 de febrero de 2009 y en Europa el 13 de febrero del mismo año, junto con un lanzamiento en Xbox 360.

## Jugabilidad
Destroy All Humans! Path of the Furon posee más de 30 misiones principales, 20 secundarias, y modos multijugador. Como en los juegos previos, la mayoría de las misiones principales pueden jugarse en un orden no lineal. El director creativo Jon Knoles dijo que las misiones secundarias están relacionadas con la historia creativa y «épica». Knoles añadió que los logros están vinculados al seguimiento estadístico en el juego, y que son exclusivos de las armas y habilidades encontradas, permitiendo al jugador experimentar con distintas posibilidades. Por ejemplo, IGN señaló que, cuando el jugador quita la palabra «Sunny» del cartel de «Sunnywood», se obtienen una escena y uno de los logros más creativos. También existen desafíos y minijuegos a los que el jugador podrá regresar en repetidas ocasiones para mejorar su puntaje y conseguir más recompensas. Existen cinco nuevas ubicaciones nuevas de mundo abierto en Las Vegas («Las Paradiso»), Hollywood («Sunnywood»), Hong Kong («Shen Long»), París («Belleville»), y el planeta natal de los mismos Furons, el cuarto anillo de Furon.

### Multijugador
Este juego dispone de multijugador local con pantalla partida. La mayoría de los desafíos son de jugador contra jugador, aunque uno de ellos es cooperativo. Los mapas son versiones reducidas de sus contrapartes para un jugador. Los juegos son Ion Soccer, donde los jugadores utilizan sus detonadores de iones para disparar una bola para anotar goles; Brain-O-Matic, donde los jugadores colocan humanos en una máquina que extraerá sus cerebros para procesarlos; y Abductorama, en el cual se debe mantener una bola lejos del alcance del otro jugador hasta que el color del jugador llene la barra por completo, o que mantenga la barra más llena que el otro jugador hasta que se agote el tiempo. No existen misiones cooperativas en el modo de un jugador, ni tampoco se puede jugar la historia en modo cooperativo.

## Trama
Luego de los eventos de Big Willy Unleashed, Cryptosporidium 138 (Crypto) (J. Grant Albrecht) choca su viejo platillo volador en el casino en Las Paradiso estando ebrio, muriendo en el choque. Su jefe Orthopox 13 (Pox) (Richard Horvitz) clona a Crypto 139, y se apoderan del casino, el cual utilizan para mantener un flujo estable de dinero y ADN humano. Descubren que la mafia local busca información acerca de ellos. Crypto logra vencerla, acabando con sus ganancias y apoderándose de la ciudad.
De pronto, comienza a oír una voz etérica que lo llama hacia el camino de la iluminación. Cuando Crypto comienza a descubrir el potencial de sus poderes, llegan unas criaturas extrañas para atacar. Pox las identifica como los guerreros Nexosporidium (Nexos), quienes se suponen que estaban extintos. En un acto de desesperación, Pox le ordena a Crypto destruir todo Paradiso para borrar cualquier evidencia de su existencia allí. Crypto obedece de mala gana, y el par escapa a Sunnywood. En Sunnywood, el dúo asume que Curt Calvin (Andre Sogliuzzo), líder de la iglesia lunar de alientología, es un Furon que cosecha ADN en la Tierra. Ellos deciden montar un aterrizaje alienígena para atraer a Calvin. Crypto confronta al líder del culto y le exige que muestre su verdadera forma de Furon. Luego, aparece un Nexosporidium que revela que Calvin realmente es un humano. Tras derrotar al alien, Crypto recibe un dardo en el cuello y se desmaya.
Crypto se despierta varios días después en un monasterio manejado por un Furon conocido como el maestro (Darryl Kurylo). Él revela que, hace cien años, traidores imperiales marcaron de muerte al emperador Meningitis, gobernante del imperio Furon. Él logró evitar el asesinato, pero también fue marcado de muerte. Al escapar a la Tierra, aterriza forzosamente en la costa de China cerca del pueblo de Shen Long. Al comienzo, tenía deseos de venganza, pero rápidamente comprendió que las filosofías orientales podrían ayudarlo a mejorar sus habilidades mentales, y finalmente perdió la razón para buscar venganza, volviéndose nativo y sumergiéndose en su cultura. Construyó una academia y transmitió sus conocimientos a sus seguidores. Su aprendiz, Saxon (James Horan), se volvió ebrio de poder, y formó una tríada para oponerse a su maestro. Cuando Crypto vuelve al monasterio, ve a Saxon matar al maestro. Él interroga al villano a punta de pistola en medio de la aparición repentina de Nexos, y Saxon muere en medio de la confusión. Pox deduce que los Nexos han sido clonados en la Tierra, y solo una organización es capaz de lograr eso. Luego, se dirigen a Belleville, Francia, hogar de la corporación Francodyne.
Crypto se infiltra en la mansión del CEO de Francodyne, Henri Crousteau (Michael Lonsdale), pero Crousteau consigue escapar. Pox y Crypto se enteran de que Crousteau planea crear un virus para destruir el ADN Furon dentro del genoma humano. Crypto se propone destruir su operación de creación de Nexos. Él logra causar un disturbio entre los trabajadores y destruye el laboratorio Nexo. Sin embargo, Crousteau logra crear el virus y manda a cuatro Nexos para distribuirlo al río. Crpyto los destruye y consigue vencer a Crousteau en una batalla final en la torre de Belleville. Se entera de que Crousteau solo quiso destruir su propia raza para evitar que el planeta fuera contaminado, que alimentaba a los Nexos con ADN sintético, y que no fue responsable del ataque en el casino. Los Nexos que atacaron fueron salvajes que respondieron a una señal del mundo de los Furon. Crypto se entera de que el emperador Meningitis (Nolan North) es responsable. Él y Pox se dirigen al cuarto anillo de Furon para confrontar al emperador.
Al llegar, Crypto ataca inmediatamente el palacio. El emperador los expulsa de la ciudad y activa un escudo gigante. Pox y Crypto logran desactivarlo para regresar a la ciudad. Pox revela que, como él alguna vez trabajó para el emperador, sus datos biométricos aún se encuentran en el sistema, permitiéndoles abrir la puerta del palacio. Crypto y Pox descargan la información del clon de Pox del repositorio imperial y le clonan un nuevo cuerpo a Pox, Orthopox 14. Sin embargo, utilizaron el molde incorrecto, y Pox sale de la máquina con una apariencia simiesca. Pox le informa a Crypto que necesitarán una distracción, y empiezan un disturbio humano en el hábitat artificial humano. Mientras se produce el disturbio, Crypto confronta a Meningitis venciéndolo, pero el emperador se desintegra por vejez antes de que pueda ser interrogado.
Luego, el maestro reaparece del talismán de jade que Crypto había heredado de él, revelando que él era el conspirador que puso todo en marcha y controló a los Nexos. El talismán de jade era en realidad un dispositivo capaz de una sola clonación utilizado para que, una vez derrotado Meningitis, él se convierta en el nuevo emperador. Crypto se enfurece y hace que Pox lo empuje al maestro contra la pared, matándolo. Tras derrotarlo, Crypto prueba el ADN sintético, pero vomita por su gusto horrible. Pox le dice a Crypto que mientras que el ADN sintético no pueda ser digerido, su misión no fue una farsa. Crypto se da cuenta de que Pox tiene razón, y decide regresar a la Tierra. Pox le dice a Crypto que no volverá con él, y se adueña del trono. Mientras que Crypto abandona el palacio, otros Furons vienen corriendo para saludar al nuevo emperador.

## Banda sonora y Audio
La partitura está compuesta por el compositor Garry Schyman. De acuerdo con el director creativo del juego, Jon Knoles, existen aproximadamente 15.000 líneas de diálogo hablado en el juego. Existen más bromas entre Crypto y Pox, conversaciones interactivas, y más mentes humanas para leer. Existen entre 30 y 50 pensamientos para cada humano en el juego y alrededor de 2000 en total.

## Recepción
Destroy All Humans! Path of the Furon ha recibido reseñas «generalmente desfavorables» según el sitio web agregador de reseñas Metacritic.
Las reseñas de la banda sonora del juego fueron más positivas. GameZone dijo que «La partitura aún tiene esa sensación de película de clase B de ciencia ficción con una fuerte dosis de funk de los años 70 y disco para que no falte».